# Římskokatolická farnost Horní Suchá
Římskokatolická farnost Horní Suchá je farnost římskokatolické církve v děkanátu Karviná ostravsko-opavské diecéze. Farním kostelem je kostel svatého Josefa v Horní Suché.

## Historie farnosti
První zmínka o římskokatolické kapli na území Horní Suché pochází z roku 1679, která byla hned v roce 1680 nahrazena na stejném místě novou kaplí, zasvěcenou svatému Václavu. Kaple nebyla vysvěcena a oblast Horní Suché spadala pod karvinskou římskokatolickou farnost. V roce 1835 je vystavěna zděná kaple, která je vysvěcena 8. listopadu 1835 (kaple byla zasvěcena Nejsvětější Nanebevzaté Panně Marií).
V roce 1864 dochází k přestavbě (z kapacitních důvodů – kaple není schopna pojmout věřící) na kostel sv. Josefa. V roce 1891 je kostel prodloužen a vybaven 4 zvony – k vysvěcení došlo 8. října 1893. Během první světové války byly zvony z kostela odvezeny armádou, proto byly po válce nahrazeny novými (celkem 6 zvonů pojmenovaných sv. Jan, sv. Josef, sv. Barbora, sv. Hedvika, Matka Boží a věčný odpočinek). Před druhou světovou válkou docházelo k vybavování vnitřku kostela.
Ke dni 24. červenci 1865 vznikla v Horní Suché lokálie, která byla o dva roky později povýšena na samostatnou farnost (vyfařením z farnosti Karviná). – Původní farní budova byla postavena v roce 1866, současná pochází z roku 1932.
Během II. světové války a později v době komunismu byl zatčen a mučen místní kněz Jakub Gazurek. Během let 1948 – 1989 je vývoj farnosti utlumen.
K novému rozvoji dochází po roce 1989 a zejména poté za kněze Mirosłava Kazimierze – dochází k obnově náboženských obřadů podle řádů tak, jak mají fungovat, dochází k opravám na kostele – jeho izolaci, je vyměněn oltář (za mramorový), jsou opraveny varhany (2001). Kostel byl na přelomu desetiletí kompletně opraven a zateplen, vevnitř byl kompletně vymalován.

## Bohoslužby
| Kostel         | Místo       | Bohoslužba (den)            | Hodina            | Poznámka     |
| -------------- | ----------- | --------------------------- | ----------------- | ------------ |
| svatého Josefa | Horní Suchá | neděle pondělí středa pátek | 10.00 17.00 17.30 | farní kostel |

Bohoslužby se konají střídavě v českém a polském jazyce.

## Seznam duchovních správců
- Dominik Ludvík Orel (24. 7. 1865 – 1867) – lokalista
- Dominik Ludvík Orel (1867 – 1884)
- Johann Cantius Matuszyński (1884 – 1885) – administrátor
- Josef Pachek (1885 – 1892)
- Josef Koczy (1892) – exc. administrátor z Prostřední Suché
- Gabriel Meixner (1892 – 1914)
- Josef Burian (1. 8. 1914 – 1920)
- Jakub Gazurek (1. 8. 1920 – 1959) – od roku 1936 taktéž děkan karvinského děkanátu
- František Michalec (1959-1965)
- Teofil Gorgoš (1965-1978)
- Zigmund Farnik (1978-1991)
- Mgr. Marcel Tesarčík (1991-1997)
- Mgr. Miroslaw Piotr Kazimierz (od roku 1998)

## Seznam kněží pocházejících z farnosti
- Karl Paździora (* 31. ledna 1846; ord. 5. července 1871; + 7. července 1912)
- Józef Firla (* 1. října 1866; ord. 5. července 1892; + 1911)
- Augustin Paździora (* 22. srpna 1886; ord. 22. července 1910; + 13. září 1940 kt. Gusen)
- Josef Olszak (* 2. ledna 1905; ord. 13. července 1930; + 22. dubna 1977)
- Adolf Waloszek (* 16. února 1906; ord. 12. července 1931; + 13. listopadu 1979)
- Eduard Münck (* 6. října 1913; ord. . července 1937; + ?)
- Česlav Boleslav Chroboczek (* 27. listopadu 1929; ord. 27. června 1954; + 31. března 2013)